# Виктор Вембанјама
Виктор Вембанјама (фр. Victor Wembanyama; Ле Шене, 4. јануар 2004) француски је кошаркаш. Игра на позицији центра, а тренутно наступа за Сан Антонио спарсе.
Сан Антонио спарси су на НБА драфту 2023. изабрали Вембанјаму као првог пика.

## Успеси

### Клупски
- Асвел:
  - Првенство Француске (1): 2021/22.

### Репрезентативни
- Олимпијске игре:  2024.

### Појединачни
- НБА ол-стар меч (1): 2025.
- Идеални одбрамбени тим НБА — прва постава (1): 2023/24.
- Новајлија године НБА лиге: 2023/24.
- Идеални тим новајлија НБА — прва постава: 2023/24.
- Најкориснији играч Про А лиге (1): 2022/23.
- Најбољи одбрамбени играч Про А лиге (1): 2022/23.
- Најбољи млади играч Про А лиге (3): 2020/21, 2021/22, 2022/23.
- Идеални тим Про А лиге (1): 2022/23.